# Perspectivisme
Le perspectivisme désigne les doctrines philosophiques qui défendent l'idée que la réalité se compose de la somme des perspectives que nous avons sur elle. Autrement dit, ce sont les différents points de vue que nous avons sur elle qui la constituent. On trouve des développements significatifs de cette idée chez Montaigne, Leibniz, Nietzsche, Ortega y Gasset, entre autres. On en perçoit quelques traces chez Pascal également.
Cependant, sa première déclaration majeure est considérée comme le développement du concept par Friedrich Nietzsche au 19e siècle ayant construit sur l'utilisation du terme par Gustav Teichmüller quelques années auparavant.
Pour Nietzsche, le perspectivisme prend la forme d'une antimétaphysique réaliste tout en rejetant à la fois la théorie des correspondances de la vérité et l'idée que la valeur de vérité d'une croyance constitue toujours sa valeur de valeur ultime. La conception perspectiviste de l'objectivité utilisée par Nietzsche voit les déficiences de chaque perspective comme remédiables par une étude asymptotique des différences entre elles. Cela contraste avec les notions platoniciennes dans lesquelles la vérité objective est considérée comme résidant dans un domaine totalement sans perspective,.
Malgré cela, le perspectivisme est souvent interprété à tort comme une forme de relativisme ou comme un rejet total de l'objectivité. Bien qu'il soit souvent erroné d'impliquer qu'aucune façon de voir le monde ne peut être considérée comme définitivement vraie, le perspectivisme peut plutôt être interprété comme tenant certaines interprétations (comme celle du perspectivisme lui-même) comme définitivement vraies.
Le perspectivisme rejette l'idée qu'un homme appréhendé comme classique ou normal puisse avoir accès à une réalité objective, indépendamment d'une situation, d'un contexte culturel ou d'une appréciation subjective. Pour autant le perspectivisme n'exclut pas la possibilité qu'il y ait un point de vue métaphysique absolu, qui serait lui même une perspective, avec une optique intrinsèque et contenant la somme de toutes les perspectives.

## En philosophie
Montaigne accepte la variation des points de vue dans l'espace ou dans le temps, et l'applique à l'étude de soi : 

« Je donne à mon ame tantôt un visage, tantôt un autre, selon le costé où je la couche. Si je parle diversement de moy, c'est que je me regarde diversement. »

Blaise Pascal, dans son Essay pour les coniques (1640), montre que le même cône, selon la position du plan où on le projette, donne des figures géométriques bien différentes. « Par le mot section de cône nous entendons la circonférence du cercle, l'ellipse, l'hyperbole, la parabole et l'angle rectiligne, d'autant qu'un cône coupé parallèlement à sa base ou par son sommet ou des trois autres sens qui engendrent l'ellipse, l'hyperbole et la parabole engendre dans la superficie conique ou la circonférence d'un cercle ou un angle ou l'ellipse ou l'hyperbole ou la parabole. » Passant à la philosophie stricte, Pascal pose son perspectivisme : 

« Les choses sont vraies ou fausses selon la face par où on les regarde. »

L'univers de Leibniz est composé de substances qui sont autant de points de vue individuels différents. « Toute substance est comme un monde entier et comme un miroir de Dieu ou bien de tout l’univers, qu’elle exprime chacune à sa façon, à peu près comme une même ville est représentée diversement selon les différentes situations de celui qui regarde. Ainsi l’univers est en quelque façon multiplié autant de fois qu’il y a de substances, et la gloire de Dieu est redoublée de même par autant de représentations toutes différentes de son ouvrage. »
La notion de perspectivisme est utilisée par la critique pour désigner « la multiplication des points de vue individuels » sur la réalité.

Dans ses œuvres, Nietzsche fait un certain nombre d'énoncés sur la perspective qui s'opposent parfois tout au long du développement de sa philosophie. Le perspectivisme de Nietzsche commence par remettre en question les notions sous-jacentes de « regarder de nulle part », « regarder de partout » et « regarder sans interpréter » comme étant des absurdités. Au lieu de cela, tout est attaché à une certaine perspective, et tous les spectateurs sont limités dans un certain sens aux perspectives à leur disposition. Dans Généalogie de la morale il écrit : 

« Gardons-nous des pièges de concepts aussi contradictoires que "la raison pure", "la spiritualité absolue", "la connaissance en soi" : ceux-ci exigent toujours que nous pensions à un œil totalement impensable, un œil tourné dans aucune direction particulière, où les forces actives et interprétantes, par lesquelles seules voir devient voir "quelque chose", sont supposées faire défaut ; celles-ci exigent toujours de l'œil une absurdité et un non-sens. Il y a seulement une vision en perspective, seulement une connaissance en perspective ; et plus "plus" d'affects nous permettons de parler d'une chose, plus "plus" d'yeux, d'yeux différents, nous pouvons utiliser pour observer une chose, plus notre "concept" de cette chose est complet, notre "objectivité". »

Bien que Nietzsche ne rejette pas clairement la vérité et l'objectivité, il rejette les notions de vérité, de faits et d'objectivité,.
Selon Ortega y Gasset, le perspectivisme apparaît comme une solution philosophique équilibrée entre le rationalisme et le relativisme. Entre la vérité du rationalisme, qui est une vérité universelle mais sans vie, et la vérité du relativisme, qui est une vérité singulière mais qui ne vaut que pour l'individu, le perspectivisme pose que la vérité dépend d'une perspective déterminée, valide depuis un point de vue particulier, mais complémentaire des autres points de vue. C'est sur cette base philosophique que le philosophe espagnol peut affirmer que « chaque génération a une vocation historique. » Une perspective n'est pas une fiction, mais une dimension de la réalité, son « organisation » même.

## En ethnologie
L'anthropologue brésilien Eduardo Viveiros de Castro théorise sous le nom de "perspectivisme" le fait que certains peuples ne pensent pas seulement que les animaux se comportent comme des humains mais que, réciproquement, les animaux perçoivent les humains comme des animaux, comme si le point de vue d'une espèce sur les autres dépendait toujours du corps où elle réside. Philippe Descola a lié cette conception à l'animisme.